# Lijst van nieuw beschreven zoogdieren (2001)
Dit is een lijst van nieuw beschreven zoogdieren uit 2001. De term "zoogdieren" omvat hier ook de overige "Mammaliaformes" (Docodonta, Haramiyida, Morganucodonta en enkele andere geslachten).

## Fossiele hogere taxa
| Naam                | Auteur                          | Referentie | Commentaar |
| ------------------- | ------------------------------- | --- | ---------- |
| Djadochtatherioidea | Kielan-Jaworowska & Hurum, 2001 | Kielan-Jaworowska, Z. & Hurum, J.H. 2001. Phylogeny and systematics of multituberculate mammals. Palaeontology 44(3):389-429.                                                               |            |
| Eurhinodelphinida   | Fordyce & de Muizon, 2001       | Fordyce, R.C. & de Muizon, C. 2001. Evolutionary history of the cetaceans: a review. Secondary Adaptations of Tetrapods to Life in the Water 169-233.                                       |            |
| Histriophocina      | Koretsky, 2001                  | Koretsky, I. 2001. Morphology and systematics of Miocene Phocinae (Mammalia: Carnivora) from Paratethys and the North Atlantic region. Geologica Hungarica Series Palaeontologica 54:1-109. |            |
| Phocinina           | Koretsky, 2001                  | Koretsky, I. 2001. Morphology and systematics of Miocene Phocinae (Mammalia: Carnivora) from Paratethys and the North Atlantic region. Geologica Hungarica Series Palaeontologica 54:1-109. |            |
| Prosqualodontidae   | Fordyce & de Muizon, 2001       | Fordyce, R.C. & de Muizon, C. 2001. Evolutionary history of the cetaceans: a review. Secondary Adaptations of Tetrapods to Life in the Water 169-233.                                       |            |
| Repenomamidae       | Li, Wang, Wang & Li, 2001       | Li, J., Wang, Y., Wang, Y. & Li, C. (2001). A new family of primitive mammal from the Mesozoic of western Liaoning, China. Chinese Science Bulletin 46 (9): 782–785.                        |            |

## Fossiele geslachten
| Naam             | Auteur                                                                                  | Referentie | Commentaar                               |
| ---------------- | --------------------------------------------------------------------------------------- | --- | ---------------------------------------- |
| Abdounodus       | Gheerbrant, Sudre, Iarochene & Mounmi, 2001                                             | Gheerbrant, E., Sudre, J., Iarochene, M. & Moumni, A. 2001. First ascertained African "condylarth" mammals (primitive ungulates: cf. Bulbulodentata and cf. Phenacodonta) from the earliest Ypresian of the Ouled Abdoun Basin, Morocco. Journal of Vertebrate Paleontology 21(1):107-118.                    |                                          |
| Afrochoerodon    | Pickford, 2001                                                                          | Pickford, M. 2001. Afrochoerodon nov. gen. kisumuensis (MacInnes) (Proboscidea, Mammalia) from Cheparawa, Middle Miocene, Kenya. Annales de Paléontologie 87:99–117. |                                          |
| Aktaumys         | Kordikova & De Bruijn, 2001                                                             | Kordikova, E.G. and Bruijn, H. de 2001. Early Miocene rodents from the Aktau Mountains (south-eastern Kazakhstan). Senckenbergiana Lethaea 81:391-405. |                                          |
| Ameribaatar      | Eaton & Cifelli, 2001                                                                   | Eaton, J.G. & Cifelli, R.L. 2001. Multituberculate mammals from near the Early-Late Cretaceous boundary, Cedar Mountain Formation, Utah. Acta Palaeontologica Palonica 46(4):453-518. |                                          |
| Archaeotragulus  | Métais, Chaimanee, Jarger & Ducrocq, 2001                                               | Metais, G., Chaimanee, Y., Jaeger,J.-J. & Ducrocq, S. 2001. New remains of primitive ruminants from Thailand: evidence of the early evolution of the Ruminantia in Asia. Zoologica Scripta 30(4):231-248. |                                          |
| Artiocetus       | Gingerich, Ul-Haq, Zalmout, Khan & Malkani, 2001                                        | Gingerich, P.D., Ul-Haq, M., Zalmout, I.S., Khan, I.H. & Malkani, M.S. 2001. Origin of whales from early artiodactyls: Hands and feet of Eocene Protocetidae from Pakistan. Science 293:2239-2242. |                                          |
| Atokatheridium   | Kielan-Jaworowska & Cifelli, 2001                                                       | Kielan-Jaworowska, Z. & Cifelli, R.L. 2001. Primitive boreosphenidan mammal (?Deltatheroida) from the Early Cretaceous of Oklahoma. Acta Palaeontologica Polonica 46(3):377-391. |                                          |
| Bishops          | Rich, Flannery, Trusler, Kool, Van Klaveren & Vickert-Rich, 2001                        | Rich, T.H., Flannery, T.F., Trusler, P., Kool, L., Klavern, N. & Vickers-Rich, P. 2001. A second tribosphenic mammal from the Mesozoic of Australia. Records of the Queen Victoria Museum 110:1-10. |                                          |
| Bugtilelemur     | Marivaux, Welcomme, Antoine, Metais, Baloch, Benammi, Chaimanee, Ducrocq & Jaeger, 2001 | Marivaux, L., Welcomme, J.-L., Antoine, P.-O., Metais, G., Baloch, I.M., Benammi, M., Chaimanee, Y., Ducrocq, S. & Jaeger, J.-J. 2001. A fossil lemur from the Oligocene of Pakistan. Science 294:587-591. |                                          |
| Carpomegodon     | Bloch, Fisher, Gingerich & Rose, 2001                                                   | Bloch, J.I., Fisher, D.C., Rose, K.D. & Gingerich, P.D. 2001. Stratocladistic analysis of Paleocene Carpolestidae (Mammalia, Plesiadapiformes) with description of a new late Tiffanian genus. Journal of Vertebrate Paleontology 21(1):119-131.                                                              |                                          |
| Cedaromys        | Eaton & Cifelli, 2001                                                                   | Eaton, J.G. & Cifelli, R.L. 2001. Multituberculate mammals from near the Early-Late Cretaceous boundary, Cedar Mountain Formation, Utah. Acta Palaeontologica Palonica 46(4):453-518. |                                          |
| Chrysocetus      | Uhen & Gingerich, 2001                                                                  | Uhen, M.D. & Gingerich, P.D. 2001. New genus of dorudontine archaeocete (Cetacea) from the Middle-to-Late Eocene of South Carolina. Marine Mammal Science 17(1):1-34. |                                          |
| Coelodontomys    | Wang, 2001                                                                              | Wang, B. 2001. On Tsaganomyidae (Rodentia, Mammalia) of Asia. American Museum Novitates 3317:1-50, 30 januari 2001. |                                          |
| Egarapithecus    | Moyà-Solà, Köhler & Alba, 2001                                                          | Moyá-Sola, S., Köhler, M. & Alba, D. 2001. Egarapithecus narcisoi, a new genus of pliopithecidae (Primates, Catarrhini) from the late Miocene of Spain. American Journal of Physical Anthropology. 114 (4): 312-324.                                                                                          |                                          |
| Eocenchoerus     | Liu, 2001                                                                               | Liu, L. 2001. Eocene suoids (Artiodactyla, Mammalia) from Bose and Yongle basins, China, and the classification and evolution of the Paleogene suoids. Vertebrata PalAsiatica 39 (2): 115-128. |                                          |
| Ganguroo         | Archer, Flannery & Kean, 2001                                                           | |                                          |
| Ginsburgsmilus   | Morales, Salesa, Pickford & Soria, 2001                                                 | Morales, J., Salesa M.J., Pickford, M., Soria, D. 2001. A new tribe, new genus and two new species of Barbourofelinae (Felidae, Carnivora, Mammalia) from the Early Miocene of East Africa and Spain. Transactions of the Royal Society of Edinburgh: Earth Sciences 92: 97–102.                              |                                          |
| Hadrocodium wui  | Luo, Compton & Sun, 2001                                                                | Luo, Z.-X., Crompton, A.W. & Sun,A.-L. 2001. A new mammaliaform from the Early Jurassic and evolution of mammalian characteristics. Science 292:1535-1540. |                                          |
| Hilalia          | Maas, Thewissen, Sen, Kazanci & Kappelman, 2001                                         | Maas, M.C., Thewissen, J.G.M., Sen, S., Kazanci, N. & Kappelman, J. 2001. Enigmatic new ungulates from the early middle Eocene of Central Anatolia, Turkey. Journal of Vertebrate Paleontology 21(3):578-590.                                                                                                 |                                          |
| Huaxiachoerus    | Liu, 2001                                                                               | Liu, L. 2001. Eocene suoids (Artiodactyla, Mammalia) from Bose and Yongle basins, China, and the classification and evolution of the Paleogene suoids. Vertebrata PalAsiatica 39 (2): 115-128. |                                          |
| Indozostrodon    | Datta & Das, 2001                                                                       | Datta, P.M. & Das, D.P. 2001. Indozostrodon simpsoni, gen. et sp. nov., an Early Jurassic megazostrodontid mammal from India. Journal of Vertebrate Paleontology 21(3):528-534. |                                          |
| Janumys          | Eaton & Cifelli, 2001                                                                   | Eaton, J.G. & Cifelli, R.L. 2001. Multituberculate mammals from near the Early-Late Cretaceous boundary, Cedar Mountain Formation, Utah. Acta Palaeontologica Palonica 46(4):453-518. |                                          |
| Jattadectes      | Thewissen, Williams & Hussain, 2001                                                     | Thewissen, J.G.M., Williams, E.M. & Hussain, S.T. 2001. Eocene mammals faunas from Northern Indo-Pakistan. Journal of Vertebrate Paleontology 21 (2): 347-366. |                                          |
| Jhagirilophus    | Thewissen, Williams & Hussain, 2001                                                     | Thewissen, J.G.M., Williams, E.M. & Hussain, S.T. 2001. Eocene mammals faunas from Northern Indo-Pakistan. Journal of Vertebrate Paleontology 21 (2): 347-366. |                                          |
| Kalimantsia      | Geraads, Spassov & Kovachev, 2001                                                       | Geraads, D., Spassov, N. & Kovachev, D. 2001. New Chalicotheriidae (Perissodactyla, Mammalia) from the Late Miocene of Bulgaria. Journal of Vertebrate Paleontology 21(3):596-606. |                                          |
| Karagalax        | Maas, Hussain, Leinders & Thewissen, 2001                                               | Maas, M.C., Hussain, S.T., Leinders, J.J.M. & Thewissen, J.G.M. 2001. A new isectolophid tapiromorph (Perissodactyla, Mammalia) from the early Eocene of Pakistan. Journal of Paleontology 75(2):407-417. |                                          |
| Karakia          | Thewissen, Williams & Hussain, 2001                                                     | Thewissen, J.G.M., Williams, E.M. & Hussain, S.T. 2001. Eocene mammals faunas from Northern Indo-Pakistan. Journal of Vertebrate Paleontology 21 (2): 347-366. |                                          |
| Karstala         | Czaplewski & Morgan, 2001                                                               | Czaplewski, N.J. & Morgan, G.S. 2001. A new vespertilionid bat (Mammalia: Chiroptera) from the Early Miocene (Hemingfordian) of Florida. Journal of Vertebrate Paleontology 20(4):736-742. |                                          |
| Kawas            | Cozzuol, 2001                                                                           | Cozzuol, M. 2001. A "northern" seal from the Miocene of Argentina: Implications for phocid phylogeny and biogeography. Journal of Vertebrate Paleontology 21(3):415-421. |                                          |
| Kenyanthropus    | Leakey et al., 2001                                                                     | Leakey, M.G., Spoor, F., Brown, F.H., Gathogo, P.N., Kiarie, C., Leakey, L.N. & McDougall, I. 2001. New hominin genus from eastern Africa shows diverse middle Pliocene lineages. Nature 410:433-40. | Mogelijk een synoniem van Homo.          |
| Krabimeryx       | Métais, Chaimanee, Jaeger & Ducrocq, 2001                                               | Metais, G., Chaimanee, Y., Jaeger,J.-J. & Ducrocq, S. 2001. New remains of primitive ruminants from Thailand: evidence of the early evolution of the Ruminantia in Asia. Zoologica Scripta 30(4):231-248. |                                          |
| Kuseracolobus    | Frost, 2001                                                                             | Frost, S.R. 2001 New Early Pliocene Cercopithecidae (Mammalia: Primates) from Aramis, Middle Awash Valley, Ethiopia. American Museum Novitates 3350:1-36. |                                          |
| Maximucinus      | Wroe, 2001                                                                              | Wroe, S. 2001. Maximucinus muirheadae, gen. et sp. nov. (Thylacinidae: Marsupialia), from the Miocene of Riversleigh, north-western Queensland, with estimates of body weights for fossil thylacinids. Australian journal of zoology 49(6): 603-614.                                                          |                                          |
| Murtoilestes     | Averianov & Skutschas, 2001                                                             | Averianov, A.V. & Skutschas, P.P. 2001. A new genus of eutherian mammal from the Early Cretaceous of Transbaikalia, Russia. Acta Palaeontologica Polonica 46 (3): 431-436. |                                          |
| Myanmarpithecus  | Shigehara, Aung, Tun, Soe, Tsubamoto & Thein, 2001                                      | Takai, M., Shigehara, N., Aung, A.K., Tun, S.T., Soe, A.N., Tsubamoto, T. & Thein, T. 2001. A new anthropoid from the latest middle Eocene of Pondaung, central Myanmar. Journal of Human Evolution 40(5):393-409.                                                                                            |                                          |
| Nementchatherium | Tabuce, Coffait, Coffait, Mahboubi & Jaeger, 2001                                       | Tabuce, R., Coiffait, B., Coiffait, P.-E., Mahboubi, M. & Jaeger, J.-J. 2001. A new genus of Macroscelidea (Mammalia) from the Eocene of Algeria: a possible origin for elephant-shrews. Journal of Vertebrate Paleontology 21(3):535-546.                                                                    |                                          |
| Ocepeia          | Gheerbrant, Sudre, Iarochene & Moumni, 2001                                             | Gheerbrant, E., Sudre, J., Iarochene, M. & Moumni, A. 2001. First ascertained African "condylarth" mammals (primitive ungulates: cf. Bulbulodentata and cf. Phenacodonta) from the earliest Ypresian of the Ouled Abdoun Basin, Morocco. Journal of Vertebrate Paleontology 21(1):107-118.                    |                                          |
| Orrorin          | Senut et al., 2001                                                                      | Senut, B., Pickford, M., Gommery, D., Mein, P., Cheboi, K. & Coppens, Y. 2001. First hominid from the Miocene (Lukeino Formation, Kenya). Comptes Rendus de l'Académie de Sciences 332:137-144. | Mogelijk een synoniem van Praeanthropus. |
| Paratamias       | Tedrow, Robinson & Korth, 2001                                                          | Tedrow, A.R., Robison, S.F. & Korth, W.W. 2001. Early Hemphillian (late Miocene) sciurid rodents (Mammalia) from southeastern Idaho. Paludicola 3(3):80-94. |                                          |
| Parvocristes     | Thewissen, Williams & Hussain, 2001                                                     | Thewissen, J.G.M., Williams, E.M. & Hussain, S.T. 2001. Eocene mammals faunas from Northern Indo-Pakistan. Journal of Vertebrate Paleontology 21 (2): 347-366. |                                          |
| Pezosiren        | Domning, 2001                                                                           | Domning, D.P. 2001. The earliest known fully quadrupedal sirenian. Nature 413:625-627. |                                          |
| Pliopapio        | Frost, 2001                                                                             | Frost, S.R. 2001 New Early Pliocene Cercopithecidae (Mammalia: Primates) from Aramis, Middle Awash Valley, Ethiopia. American Museum Novitates 3350:1-36. |                                          |
| Pliosiwalagus    | Patnaik, 2001                                                                           | Patnaik, R. 2001. Late Pliocene micromammals from Tatrot Formation (Upper Siwaliks) exposed near Village Saketi, Himachal Pradesh, India. Palaeontographica Abt. A 261:55–81. |                                          |
| Quisracetus      | Gingerich, Ul Haq, Khan & Zalmout, 2001                                                 | Gingerich, P.D., Ul-Haq, M., Khan, I.H. & Zalmout, I.S. 2001. Eocene stratrigraphy and archaeocete whales (Mammalia, Cetacea) of Drug Lahar in the eastern Sulaiman range, Balochistan (Pakistan). Contributions from the Museum of Paleontology, University of Michigan 30(11):269-319.                      |                                          |
| Repenomamus      | Li, Wang, Wang & Li, 2001                                                               | Li, J., Wang, Y., Wang, Y. & Li, C. (2001). A new family of primitive mammal from the Mesozoic of western Liaoning, China. Chinese Science Bulletin 46 (9): 782–785. |                                          |
| Rudicetus        | Bianucci, 2001                                                                          | Bianucci, G. 2001. A new genus of kentriodontid (Cetacea: Odontoceti) from the Miocene of South Italy. Journal of Vertebrate Paleontology 21(3):573-577. |                                          |
| Sarmatonectes    | Koretsky, 2001                                                                          | Koretsky, I. 2001. Morphology and systematics of Miocene Phocinae (Mammalia: Carnivora) from Paratethys and the North Atlantic region. Geologica Hungarica Series Palaeontologica 54:1-109. |                                          |
| Sinomylus        | McKenna & Meng, 2001                                                                    | McKenna, M.C, & Meng, J. 2001. A primitive relative of rodents from the Chinese Paleocene. Journal of Vertebrate Paleontology 21(3):565-572. |                                          |
| Soriamys         | Kramarz, 2001                                                                           | Kramarz, A.G. 2001. Revision of the family Cephalomyidae (Rodentia, Caviomorpha) and new cephalomyids from the Early Miocene of Patagonia. Palaeovertebrata 30(1–2):51–88. |                                          |
| Strathcona       | Dawson, 2001                                                                            | Dawson, M.R. 2001. Early Eocene rodents (Mammalia) from the Eureka Sound Group of Ellesmere Island, Canada. Canadian Journal of Earth Sciences 38(7):1107-1116. |                                          |
| Suleimania       | Van den Hoek Ostende, 2001                                                              | Van den Hoek Ostende, L.W. 2001. Insectivore faunas from the Lower Miocene of Anatolia - Part % - Talpidae. Scripta Geologica, 122: 47-81. |                                          |
| Szalinia         | de Muizon & Cifelli, 2001                                                               | Muizon, C. de & Cifelli, R.L. 2001. A new basal "didelphoid" (Marsupialia, Mammalia) from the early Paleocene of Tiupampa (Bolivia). Journal of Vertebrate Paleontology 21(1):87-97, March 2001. |                                          |
| Tatalsminthus    | Daxner-Höck, 2001                                                                       | Daxner-Höck, G. 2001. New zapodids (Rodentia) from Oligocene-Miocene deposits in Mongolia. Part 1. Senckenbergiana Lethaea 81 (2): 359-389. |                                          |
| Theratiskos      | Van den Hoek Ostende, 2001                                                              | Van den Hoek Ostende, L.W. 2001. Insectivore faunas from the Lower Miocene of Anatolia - Part 5: Talpidae. Scripta Geologica, 122: 47-81. |                                          |
| Thoatheriopsis   | Soria, 2001                                                                             | |                                          |
| Tribactonodon    | Sigogneau-Russell, Hooker & Ensom, 2001                                                 | Sigogneau-Russell, D. Hooker, J.J. & Ensom, P.C. 2001. The oldest tribosphenic mammal from Laurasia (Purbeck Limestone Group, Berriasian, Cretaceous, UK) and its bearing on the 'dual origin' of Tribosphenida. Comptes rendus de l'Académie des sci, IIa, Sci de la Terre et des planètes 333 (2): 141-147. |                                          |

## Fossiele soorten
| Naam                          | Auteur                                                                                  | Referentie | Commentaar                      |
| ----------------------------- | --------------------------------------------------------------------------------------- | --- | ------------------------------- |
| Abdounodus hamdii             | Gheerbrant, Sudre, Iarochene & Moumni, 2001                                             | Gheerbrant, E., Sudre, J., Iarochene, M. & Moumni, A. 2001. First ascertained African "condylarth" mammals (primitive ungulates: cf. Bulbulodentata and cf. Phenacodonta) from the earliest Ypresian of the Ouled Abdoun Basin, Morocco. Journal of Vertebrate Paleontology 21(1):107-118.                    |                                 |
| Afrosmilus hispanicus         | Morales & Pickford & Salesa & Soria, 2001                                               | Morales, J., Salesa M.J., Pickford, M., Soria, D. 2001. A new tribe, new genus and two new species of Barbourofelinae (Felidae, Carnivora, Mammalia) from the Early Miocene of East Africa and Spain. Transactions of the Royal Society of Edinburgh: Earth Sciences 92: 97–102.                              |                                 |
| Aktaumys dzhungaricus         | Kordikova & De Bruijn, 2001                                                             | Kordikova, E.G. and Bruijn, H. de 2001. Early Miocene rodents from the Aktau Mountains (south-eastern Kazakhstan). Senckenbergiana Lethaea 81:391-405. |                                 |
| Ameribaatar zofiae            | Eaton & Cifelli, 2001                                                                   | Eaton, J.G. & Cifelli, R.L. 2001. Multituberculate mammals from near the Early-Late Cretaceous boundary, Cedar Mountain Formation, Utah. Acta Palaeontologica Palonica 46(4):453-518. |                                 |
| Amphirhagatherium edwardsi    | Hooker & Thomas, 2001                                                                   | Hooker, J.J. & Thomas, K.M. 2001. A new species of Amphirhagatherium (Choeropotamidae, Artiodactyla, Mammalia) from the Late Eocene Headon Hill Formation of southern England and phylogeny of endemic european "anthracotheroids". Palaeontology 44 (5): 827-853.                                            |                                 |
| Amphitherium rixoni           | Butler & Clemens, 2001                                                                  | Butler, P.M. & Clemens, W.A. 2001. Dental morphology of the Jurassic holotherian mammal Amphitherium, with a discussion of the evolution of mammalian post-canine dental formulae. Paleontology 44 (1): 1-20.                                                                                                 |                                 |
| Archaeodesmana baetica        | Martín-Suárez, Bendala & Freudenthal, 2001                                              | Martín-Suárez, E., Bendala, N. & Freudenthal, M. 2001. Archaeodesmana baetica, sp. nov. (Mammalia, Insectivora, Talpidae) from the Mio-Pliocene transition of the Granada Basin, southern Spain. Journal of Vertebrate Paleontology 21(3):547-554                                                             |                                 |
| Archaeotragulus krabiensis    | Métais, Chaimanee, Jaeger & Ducrocq, 2001                                               | Metais, G., Chaimanee, Y., Jaeger,J.-J. & Ducrocq, S. 2001. New remains of primitive ruminants from Thailand: evidence of the early evolution of the Ruminantia in Asia. Zoologica Scripta 30(4):231-248. |                                 |
| Ardipithecus kadabba          | Haile-Selassie, 2001                                                                    | |                                 |
| Artiocetus clavis             | Gingerich, Ul-Haq, Zalmout, Khan & Malkani, 2001                                        | Gingerich, P.D., Ul-Haq, M., Zalmout, I.S., Khan, I.H. & Malkani, M.S. 2001. Origin of whales from early artiodactyls: Hands and feet of Eocene Protocetidae from Pakistan. Science 293:2239-2242. |                                 |
| Atokatheridium boreni         | Kielan-Jaworowska & Cifelli, 2001                                                       | Kielan-Jaworowska, Z. & Cifelli, R.L. 2001. Primitive boreosphenidan mammal (?Deltatheroida) from the Early Cretaceous of Oklahoma. Acta Palaeontologica Polonica 46(3):377-391. |                                 |
| Baranogale balcanica          | Spassov, 2001                                                                           | Spassov, N. 2001. Zorillas (Carnivora, Mustelidae, Ictonychini) from the Villaranchian of Bulgaria with a description of a new species of Baranogale Kormos, 1934. Geodiversitas 23(1):87-104. |                                 |
| Bishops whitmorei             | Rich, Flannery, Trusler, Kool, Van Klaveren & Vickert-Rich, 2001                        | Rich, T.H., Flannery, T.F., Trusler, P., Kool, L., Klavern, N. & Vickers-Rich, P. 2001. A second tribosphenic mammal from the Mesozoic of Australia. Records of the Queen Victoria Museum 110:1-10. |                                 |
| Bugtilelemur mathesoni        | Marivaux, Welcomme, Antoine, Metais, Baloch, Benammi, Chaimanee, Ducrocq & Jaeger, 2001 | Marivaux, L., Welcomme, J.-L., Antoine, P.-O., Metais, G., Baloch, I.M., Benammi, M., Chaimanee, Y., Ducrocq, S. & Jaeger, J.-J. 2001. A fossil lemur from the Oligocene of Pakistan. Science 294:587-591. |                                 |
| Bryceomys intermedius         | Eaton & Cifelli, 2001                                                                   | Eaton, J.G. & Cifelli, R.L. 2001. Multituberculate mammals from near the Early-Late Cretaceous boundary, Cedar Mountain Formation, Utah. Acta Palaeontologica Palonica 46(4):453-518. |                                 |
| Cedaromys parvus              | Eaton & Cifelli, 2001                                                                   | Eaton, J.G. & Cifelli, R.L. 2001. Multituberculate mammals from near the Early-Late Cretaceous boundary, Cedar Mountain Formation, Utah. Acta Palaeontologica Palonica 46(4):453-518. |                                 |
| Chrysocetus healyorum         | Uhen & Gingerich, 2001                                                                  | Uhen, M.D. & Gingerich, P.D. 2001. New genus of dorudontine archaeocete (Cetacea) from the Middle-to-Late Eocene of South Carolina. Marine Mammal Science 17(1):1-34. |                                 |
| Coelodontomys asiaticus       | Wang, 2001                                                                              | Wang, B. On Tsaganomyidae (Rodentia, Mammalia) of Asia. American Museum Novitates 3317:1-50, 30 januari 2001. |                                 |
| Cyclomylus biforatus          | Wang, 2001                                                                              | Wang, B. On Tsaganomyidae (Rodentia, Mammalia) of Asia. American Museum Novitates 3317:1-50, 30 January 2001. |                                 |
| Cyclomylus intermedius        | Wang, 2001                                                                              | Wang, B. On Tsaganomyidae (Rodentia, Mammalia) of Asia. American Museum Novitates 3317:1-50, 30 January 2001. |                                 |
| Dinofelis aronoki             | Werdelin & Lewis, 2001                                                                  | Werdelin, L. & Lewis, M.E. 2001. A revision of the genus Dinofelis (Mammalia, Felidae). Zool. J. Linn. Soc. 132: 147-258. |                                 |
| Dinofelis petteri             | Werdelin & Lewis, 2001                                                                  | Werdelin, L. & Lewis, M.E. 2001. A revision of the genus Dinofelis (Mammalia, Felidae). Zool. J. Linn. Soc. 132: 147-258. |                                 |
| Egarapithecus narcisoi        | Moyà-Solà, Köhler & Alba, 2001                                                          | Moyá-Sola, S., Köhler, M. & Alba, D. 2001. Egarapithecus narcisoi, a new genus of pliopithecidae (Primates, Catarrhini) from the late Miocene of Spain. American Journal of Physical Anthropology. 114 (4): 312-324.                                                                                          |                                 |
| Eocenchoerus savagei          | Liu, 2001                                                                               | Liu, L. 2001. Eocene suoids (Artiodactyla, Mammalia) from Bose and Yongle basins, China, and the classification and evolution of the Paleogene suoids. Vertebrata PalAsiatica 39 (2): 115-128. |                                 |
| Euroxenomys wilsoni           | Korth, 2001                                                                             | Korth, W.W. 2001. Occurrence of the European genus of beaver Euroxenomys (Rodentia: Castoridae) in North America. Paludicola 3(3):73-79. |                                 |
| Ganguroo bilamina             | Archer & Flannery & Kean, 2001                                                          | |                                 |
| Geotrypus haramiensis         | Van den Hoek Ostende, 2001                                                              | Van den Hoek Ostende, L.W. 2001. Insectivore faunas from the Lower Miocene of Anatolia - Part 5: Talpidae. Scripta Geologica, 122: 1-45. PDF |                                 |
| Geotrypus kesekoeyensis       | Van den Hoek Ostende, 2001                                                              | Van den Hoek Ostende, L.W. 2001. Insectivore faunas from the Lower Miocene of Anatolia - Part 5: Talpidae. Scripta Geologica, 122: 1-45. PDF |                                 |
| Ginsburgsmilus napakensis     | Morales, Salesa, Pickford & Soria, 2001                                                 | Morales, J., Salesa M.J., Pickford, M., Soria, D. 2001. A new tribe, new genus and two new species of Barbourofelinae (Felidae, Carnivora, Mammalia) from the Early Miocene of East Africa and Spain. Transactions of the Royal Society of Edinburgh: Earth Sciences 92: 97–102.                              |                                 |
| Gobiconodon hopsoni           | Rougier, Novacek, McKenna & Wible, 2001                                                 | Rougier, G.W., Novacek, M.J., McKenna, M.C. & Wible, J.R. 2001. Gobiconodonts from the Early Cretaceous of Oshih (Ashile), Mongolia. American Museum Novitates 3348:1-30. |                                 |
| Hadrocodium wui               | Luo, Compton & Sun, 2001                                                                | Luo, Z.-X., Crompton, A.W. & Sun,A.-L. 2001. A new mammaliaform from the Early Jurassic and evolution of mammalian characteristics. Science 292:1535-1540. |                                 |
| Halitherium taulannense       | Sagne, 2001                                                                             | Sagne, C. 2001. Halitherium taulannense, nouveau sirenien (Sirenia, Mammalia) de l'Eocene superieur provenant du domaine Nord-Tethysien (Alpes-de-Haute-Provence, France). Comptes Rendus de l'Academie des Sciences, Serie II. Sciences de la Terre et des Planetes 333:471-476.                             |                                 |
| Hapalodectes dux              | Lopatin, 2001                                                                           | Lopatin, A.V. 2001. The earliest Hapalodectes (Mesonychia, Mammalia) from the Paleocene of Mongolia. Paleontological Journal 35(4):426-432. |                                 |
| Heosminthus minutus           | Daxner-Höck, 2001                                                                       | Daxner-Höck, G. 2001. New zapodids (Rodentia) from Oligocene-Miocene deposits in Mongolia. Part 1. Senckenbergiana Lethaea 81 (2): 359-389. |                                 |
| Hilalia robusta               | Maas, Thewissen, Sen, Kazanci & Kappelman, 2001                                         | Maas, M.C., Thewissen, J.G.M., Sen, S., Kazanci, N. & Kappelman, J. 2001. Enigmatic new ungulates from the early middle Eocene of Central Anatolia, Turkey. Journal of Vertebrate Paleontology 21(3):578-590.                                                                                                 |                                 |
| Hilalia saribeya              | Maas, Thewissen, Sen, Kazanci & Kappelman, 2001                                         | Maas, M.C., Thewissen, J.G.M., Sen, S., Kazanci, N. & Kappelman, J. 2001. Enigmatic new ungulates from the early middle Eocene of Central Anatolia, Turkey. Journal of Vertebrate Paleontology 21(3):578-590.                                                                                                 |                                 |
| Hilalia selanneae             | Maas, Thewissen, Sen, Kazanci & Kappelman, 2001                                         | Maas, M.C., Thewissen, J.G.M., Sen, S., Kazanci, N. & Kappelman, J. 2001. Enigmatic new ungulates from the early middle Eocene of Central Anatolia, Turkey. Journal of Vertebrate Paleontology 21(3):578-590.                                                                                                 |                                 |
| Hilalia sezerorum             | Maas, Thewissen, Sen, Kazanci & Kappelman, 2001                                         | Maas, M.C., Thewissen, J.G.M., Sen, S., Kazanci, N. & Kappelman, J. 2001. Enigmatic new ungulates from the early middle Eocene of Central Anatolia, Turkey. Journal of Vertebrate Paleontology 21(3):578-590.                                                                                                 |                                 |
| Histriophoca alekseevi        | Koretsky, 2001                                                                          | Koretsky, I. 2001. Morphology and systematics of Miocene Phocinae (Mammalia: Carnivora) from Paratethys and the North Atlantic region. Geologica Hungarica Series Palaeontologica 54:1-109. |                                 |
| Huaxiachoerus guangxiensis    | Liu, 2001                                                                               | Liu, L. 2001. Eocene suoids (Artiodactyla, Mammalia) from Bose and Yongle basins, China, and the classification and evolution of the Paleogene suoids. Vertebrata PalAsiatica 39 (2): 115-128. |                                 |
| Hystrix depereti              | Sen, 2001                                                                               | Sen, S. 2001. Rodents and insectivores from the Upper Miocene of Molayan, Afghanistan. Palaeontology 44(5):913-932. |                                 |
| Indozostrodon simpsoni        | Datta & Das, 2001                                                                       | Datta, P.M. & Das, D.P. 2001. Indozostrodon simpsoni, gen. et sp. nov., an Early Jurassic megazostrodontid mammal from India. Journal of Vertebrate Paleontology 21(3):528-534. |                                 |
| Janumys erebos                | Eaton & Cifelli, 2001                                                                   | Eaton, J.G. & Cifelli, R.L. 2001. Multituberculate mammals from near the Early-Late Cretaceous boundary, Cedar Mountain Formation, Utah. Acta Palaeontologica Palonica 46(4):453-518. |                                 |
| Jattadectes mamikheli         | Thewissen, Williams & Hussain, 2001                                                     | Thewissen, J.G.M., Williams, E.M. & Hussain, S.T. 2001. Eocene mammals faunas from Northern Indo-Pakistan. Journal of Vertebrate Paleontology 21 (2): 347-366. |                                 |
| Jhagirilophus chorgalensis    | Thewissen, Williams & Hussain, 2001                                                     | Thewissen, J.G.M., Williams, E.M. & Hussain, S.T. 2001. Eocene mammals faunas from Northern Indo-Pakistan. Journal of Vertebrate Paleontology 21 (2): 347-366. |                                 |
| Kalimantsia bulgarica         | Geraads, Spassov & Kovachev, 2001                                                       | Geraads, D., Spassov, N. & Kovachev, D. 2001. New Chalicotheriidae (Perissodactyla, Mammalia) from the Late Miocene of Bulgaria. Journal of Vertebrate Paleontology 21(3):596-606. |                                 |
| Karagalax mamikhelensis       | Maas, Hussain, Leinders & Thewissen, 2001                                               | Maas, M.C., Hussain, S.T., Leinders, J.J.M. & Thewissen, J.G.M. 2001. A new isectolophid tapiromorph (Perissodactyla, Mammalia) from the early Eocene of Pakistan. Journal of Paleontology 75(2):407-417. |                                 |
| Karakia longidens             | Thewissen, Williams & Hussain, 2001                                                     | Thewissen, J.G.M., Williams, E.M. & Hussain, S.T. 2001. Eocene mammals faunas from Northern Indo-Pakistan. Journal of Vertebrate Paleontology 21 (2): 347-366. |                                 |
| Karstala silva                | Czaplewski & Morgan, 2001                                                               | Czaplewski, N.J. & Morgan, G.S. 2001. A new vespertilionid bat (Mammalia: Chiroptera) from the Early Miocene (Hemingfordian) of Florida. Journal of Vertebrate Paleontology 20(4):736-742. |                                 |
| Karydomys dzerzhinskii        | Kordikova & De Bruijn, 2001                                                             | Kordikova, E.G. and Bruijn, H. de 2001. Early Miocene rodents from the Aktau Mountains (south-eastern Kazakhstan). Senckenbergiana Lethaea 81:391-405. |                                 |
| Kawas benegasorum             | Cozzuol, 2001                                                                           | Cozzuol, M. 2001. A "northern" seal from the Miocene of Argentina: Implications for phocid phylogeny and biogeography. Journal of Vertebrate Paleontology 21(3):415-421. |                                 |
| Kenyanthropus platyops        | Leakey et al., 2001                                                                     | Leakey, M.G., Spoor, F., Brown, F.H., Gathogo, P.N., Kiarie, C., Leakey, L.N. & McDougall, I. 2001. New hominin genus from eastern Africa shows diverse Middle Pliocene lineages. Nature, 410: 433-440. | Mogelijk een synoniem van Homo. |
| Khirtharia aurea              | Thewissen, Williams & Hussain, 2001                                                     | Thewissen, J.G.M., Williams, E.M. & Hussain, S.T. 2001. Eocene mammals faunas from Northern Indo-Pakistan. Journal of Vertebrate Paleontology 21 (2): 347-366. |                                 |
| Kobus korotorensis            | Geraads, Brunet, Mackaye & Vignaud, 2001                                                | Geraads, D., Brunet, M., Mackaye, H. & Vignaud, P. 2001. Pliocene Bovidae (Mammalia) from the Koro Toro Australopithecine sites, Chad. Journal of Vertebrate Paleontology 21(2): 335-346. |                                 |
| Kobus tchadensis              | Geraads, Brunet, Mackaye & Vignaud, 2001                                                | Geraads, D., Brunet, M., Mackaye, H. & Vignaud, P. 2001. Pliocene Bovidae (Mammalia) from the Koro Toro Australopithecine sites, Chad. Journal of Vertebrate Paleontology 21(2): 335-346. |                                 |
| Krabimeryx primitivus         | Métais, Chaimanee, Jaeger & Ducrocq, 2001                                               | Metais, G., Chaimanee, Y., Jaeger,J.-J. & Ducrocq, S. 2001. New remains of primitive ruminants from Thailand: evidence of the early evolution of the Ruminantia in Asia. Zoologica Scripta 30(4):231-248. |                                 |
| Kryptobaatar mandahuensis     | SAmith, Guo & Sun, 2001                                                                 | Smith, T., Guo, D.-Y. & Sun, Y. 2001. A new species of Kryptobaatar (Multituberculata): the first Late Cretaceous mammal from Inner Mongolia (P. R. China). Bulletin de l'Institut Royal des Sciences Naturelles de Belgique, Science de la Terre 71(supplement):29-501.                                      |                                 |
| Kuehneodon barcasensis        | Hahn & Hahn, 2001                                                                       | Hahn, G. & Hahn, R. 2001. Multituberculaten-zahne aus dem Ober- Jura von Porto das Barcas (Portugal). Paläontologische Zeitschrift 74(4):593-586. |                                 |
| Kuseracolobus aramisi         | Frost, 2001                                                                             | Frost, S.R. 2001 New Early Pliocene Cercopithecidae (Mammalia: Primates) from Aramis, Middle Awash Valley, Ethiopia. American Museum Novitates 3350:1-36. |                                 |
| Leptarctus desuii             | Lim & Martin, 2001                                                                      | Lim, J.-D. & Martin, L.D. 2001. New evidence for plant-eating in a Miocene mustelid. Current Science 81(3):314-317. |                                 |
| Leptarctus supremus           | Lim, Martin & Wilson, 2001                                                              | Lim, J.-D., Martin, L.D. & Wilson, R.W. 2001. A new species of Leptarctus (Carnivora, Mustelidae) from the late Miocene of Texas. Journal of Paleontology 75(5):1043-1046. |                                 |
| Listriodon bartulensis        | Pickford, 2001                                                                          | Pickford, M. 2001. New species of Listriodon (Suidae, Mammalia) from Bartule, Member A, Ngorora Formation (ca 13 Ma) Tugen Hills, Kenya. Annales de Paléontologie 87 (3): 207-221. |                                 |
| Maximucinus muirheadae        | Wroe, 2001                                                                              | Wroe, S. 2001. Maximucinus muirheadae, gen. et sp. nov. (Thylacinidae: Marsupialia), from the Miocene of Riversleigh, north-western Queensland, with estimates of body weights for fossil thylacinids. Australian journal of zoology 49(6): 603-614.                                                          |                                 |
| Megatherium altiplanicum      | Saint-André & de Iullis, 2001                                                           | Saint-André, P.-A. & Iullis, G. 2001. The smallest and most ancient representative of the genus Megatherium Cuvier, 1796 (Xenarthra, Tardigrada, Megatheriidae), from the Pliocene of the Bolivian Altiplano. Geodiversitas 23 (4) : 625-645.                                                                 |                                 |
| Microparamys bayi             | Dawson, 2001                                                                            | Dawson, M.R. 2001. Early Eocene rodents (Mammalia) from the Eureka Sound Group of Ellesmere Island, Canada. Canadian Journal of Earth Sciences 38(7):1107-1116. |                                 |
| Myanmarpithecus yarshensis    | Shigehara, Aung, Tun, Soe, Tsubamoto & Thein, 2001                                      | Takai, M., Shigehara, N., Aung, A.K., Tun, S.T., Soe, A.N., Tsubamoto, T. & Thein, T. 2001. A new anthropoid from the latest middle Eocene of Pondaung, central Myanmar. Journal of Human Evolution 40(5):393-409.                                                                                            |                                 |
| Nementchatherium senarhense   | Tabuce, Coffait, Coffait, Mahboubi & Jaeger, 2001                                       | Tabuce, R., Coiffait, B., Coiffait, P.-E., Mahboubi, M. & Jaeger, J.-J. 2001. A new genus of Macroscelidea (Mammalia) from the Eocene of Algeria: a possible origin for elephant-shrews. Journal of Vertebrate Paleontology 21(3):535-546.                                                                    |                                 |
| Ocepeia daouiensis            | Gheerbrant, Sudre, Iarochene & Moumni, 2001                                             | Gheerbrant, E., Sudre, J., Iarochene, M. & Moumni, A. 2001. First ascertained African "condylarth" mammals (primitive ungulates: cf. Bulbulodentata and cf. Phenacodonta) from the earliest Ypresian of the Ouled Abdoun Basin, Morocco. Journal of Vertebrate Paleontology 21(1):107-118.                    |                                 |
| Ochotona valerotae            | Erbajeva, Montuira & Chaline, 2001                                                      | Erbayeva, M.A., Montuire, S. & Chaline, J. 2001. New ochotonids (Lagomorpha) from the Pleistocene of France. Geodiversitas 23(3):395-409. |                                 |
| Oligosorex reumeri            | Van den Hoek Ostende, 2001                                                              | Van den Hoek Ostende, L.W. 2001. Insectivore faunas from the Lower Miocene of Anatolia - Part 6: Crocidosoricinae (Soricidae). Scripta Geologica, 122: 47-81. PDF |                                 |
| Parachleuastochoerus sinensis | Pickford & Liu, 2001                                                                    | Pickford, M. & Liu, L. 2001. Revision of the Miocene Suidae of Xiaolongtan (Kaiyuan), China. Bollettino della Società Paleontologica Italiana 40 (2): 275-283. |                                 |
| Paracimexomys perplexus       | Eaton & Cifelli, 2001                                                                   | Eaton, J.G. & Cifelli, R.L. 2001. Multituberculate mammals from near the Early-Late Cretaceous boundary, Cedar Mountain Formation, Utah. Acta Palaeontologica Palonica 46(4):453-518. |                                 |
| Paradaphoenus tooheyi         | Hunt, 2001                                                                              | Hunt, R.M., Jr. 2001. Small Oligocene Amphicyonids From North America (Paradaphoenus, Mammalia, Carnivora). American Museum Novitates 3331:1-20. |                                 |
| Paramys hunti                 | Dawson, 2001                                                                            | Dawson, M.R. 2001. Early Eocene rodents (Mammalia) from the Eureka Sound Group of Ellesmere Island, Canada. Canadian Journal of Earth Sciences 38(7):1107-1116. |                                 |
| Paratamias tarassus           | Tedrow, Robinson & Korth, 2001                                                          | Tedrow, A.R., Robison, S.F. & Korth, W.W. 2001. Early Hemphillian (late Miocene) sciurid rodents (Mammalia) from southeastern Idaho. Paludicola 3(3):80-94. |                                 |
| Paratritemnodon jandewalensis | Thewissen, Williams & Hussain, 2001                                                     | Thewissen, J.G.M., Williams, E.M. & Hussain, S.T. 2001. Eocene mammals faunas from Northern Indo-Pakistan. Journal of Vertebrate Paleontology 21 (2): 347-366. |                                 |
| Parmularius pachyceras        | Geraads, Brunet, Mackaye & Vignaud, 2001                                                | Geraads, D., Brunet, M., Mackaye, H. & Vignaud, P. 2001. Pliocene Bovidae (Mammalia) from the Koro Toro Australopithecine sites, Chad. Journal of Vertebrate Paleontology 21(2): 335-346. |                                 |
| Parvocristes oligocollis      | Thewissen, Williams & Hussain, 2001                                                     | Thewissen, J.G.M., Williams, E.M. & Hussain, S.T. 2001. Eocene mammals faunas from Northern Indo-Pakistan. Journal of Vertebrate Paleontology 21 (2): 347-366. |                                 |
| Peromyscus sarmocophinus      | Ruez, 2001                                                                              | Ruez, D.R., Jr. 2001. Early Irvingtonian (Latest Pliocene) rodents from Inglis 1C, Citrus County, Florida. Journal of Vertebrate Paleontology 21(1):153-171. |                                 |
| Pezosiren portelli            | Domning, 2001                                                                           | Domning, D.P. 2001. The earliest known fully quadrupedal sirenian. Nature 413:625-627. |                                 |
| Platyosphys einori            | Gritsenko, 2001                                                                         | Gritsenko, V. 2001. New species Platiosphys [Platyosphys] einori (Archaeoceti) from Oligocenic deposits of Kyiv. Visnyk Heolohila Kyivskyi Natsionalyi Universytet Imeni Tarasa Shevchenka 20:17-20. |                                 |
| Plionarctos horraldorum       | Tadford & Martin, 2001                                                                  | Tedford, R.H. & Martin, J. 2001. Plionarctos, a tremarctine bear (Ursidae: Carnivora) from western North America. Journal of Vertebrate Paleontology 21(2):311-321. |                                 |
| Pliopapio alemui              | Frost, 2001                                                                             | Frost, S.R. 2001 New Early Pliocene Cercopithecidae (Mammalia: Primates) from Aramis, Middle Awash Valley, Ethiopia. American Museum Novitates 3350:1-36. |                                 |
| Pliosiwalagus whitei          | Patnaik, 2001                                                                           | Patnaik, R. 2001. Late Pliocene micromammals from Tatrot Formation (Upper Siwaliks) exposed near Village Saketi, Himachal Pradesh, India. Palaeontographica Abt. A 261:55–81. |                                 |
| Praeanthropus tugenensis      | Senut, Pickford, Gommery, Mein, Cheboi & Coppens, 2001                                  | Senut, B., Pickford, M., Gommery, D., Mein, P., Cheboi, K. & Coppens, Y. 2001. First hominid from the Miocene (Lukeino Formation, Kenya). Comptes Rendus de l'Académie de Sciences 332 (2): 137–144. |                                 |
| Pseudaelurus validus          | Rothwell, 2001                                                                          | Rothwell, T. 2001. A Partial Skeleton of Pseudaelurus (Carnivora: Felidae) from the Nambé Member of the Tesuque Formation, Espanñola Basin, New Mexico. American Museum Novitates 3342:1-31. |                                 |
| Pseudochirops winteri         | Archer & Mackness, 2001                                                                 | Mackness, B.S. & Archer, M. 2001. A new petauroid possum (Marsupialia, Pseudocheiridae) from the Pliocene Bluff Downs Local Fauna, northern Queensland. Alcheringa: An Australasian Journal of Palaeontology 25 (4): 439-444.                                                                                 |                                 |
| Pseudomeriones latidens       | Sen, 2001                                                                               | Sen, S. 2001. Rodents and insectivores from the Upper Miocene of Molayan, Afghanistan. Palaeontology 44(5):913-932. |                                 |
| Quisracetus arifi             | Gingerich, Ul-Haq, Khan & Zalmout, 2001                                                 | Gingerich, P.D., Ul-Haq, M., Khan, I.H. & Zalmout, I.S. 2001. Eocene stratrigraphy and archaeocete whales (Mammalia, Cetacea) of Drug Lahar in the eastern Sulaiman range, Balochistan (Pakistan). Contributions from the Museum of Paleontology, University of Michigan 30(11):269-319.                      |                                 |
| Remingtonocetus domandaensis  | Gingerich, Ul-Haq, Khan & Zalmout, 2001                                                 | Gingerich, P.D., Ul-Haq, M., Khan, I.H. & Zalmout, I.S. 2001. Eocene stratrigraphy and archaeocete whales (Mammalia, Cetacea) of Drug Lahar in the eastern Sulaiman range, Balochistan (Pakistan). Contributions from the Museum of Paleontology, University of Michigan 30(11):269-319.                      |                                 |
| Rodhocetus balochistanensis   | Gingerich, Ul-Haq, Zalmout, Khan & Malkani, 2001                                        | Gingerich, P.D., Ul-Haq, M., Zalmout, I.S., Khan, I.H. & Malkani, M.S. 2001. Origin of whales from early artiodactyls: Hands and feet of Eocene Protocetidae from Pakistan. Science 293:2239-2242. |                                 |
| Rudicetus squalodontoides     | Bianucci, 2001                                                                          | Bianucci, G. 2001. A new genus of kentriodontid (Cetacea: Odontoceti) from the Miocene of South Italy. Journal of Vertebrate Paleontology 21(3):573-577. |                                 |
| Sarmatonectes sintsovi        | Koretsky, 2001                                                                          | Koretsky, I. 2001. Morphology and systematics of Miocene Phocinae (Mammalia: Carnivora) from Paratethys and the North Atlantic region. Geologica Hungarica Series Palaeontologica 54:1-109. |                                 |
| Saturninia carbonum           | Sigé & Storch,                                                                          | Sigé, B. & Storch, G. 2001. Un nouveau Saturninia (Nyctitheriidae, Lipotyphla, Mammalia) de l'assise OK (Oberkohle, MP 14) du bassin lignitifère du Geiseltal (Eocène moyen supérieur d'Allemagne). Senckenbergiana lethaea 81(2):343-346.                                                                    |                                 |
| Shamosminthus sodovis         | Daxner-Höck, 2001                                                                       | Daxner-Höck, G. 2001. New zapodids (Rodentia) from Oligocene-Miocene deposits in Mongolia. Part 1. Senckenbergiana Lethaea 81 (2): 359-389. |                                 |
| Siamochoerus viriosus         | Liu, 2001                                                                               | Liu, L. 2001. Eocene suoids (Artiodactyla, Mammalia) from Bose and Yongle basins, China, and the classification and evolution of the Paleogene suoids. Vertebrata PalAsiatica 39 (2): 115-128. |                                 |
| Sinomylus zhaii               | McKenna & Meng, 2001                                                                    | McKenna, M.C, & Meng, J. 2001. A primitive relative of rodents from the Chinese Paleocene. Journal of Vertebrate Paleontology 21(3):565-572. |                                 |
| Strathcona major              | Dawson, 2001                                                                            | Dawson, M.R. 2001. Early Eocene rodents (Mammalia) from the Eureka Sound Group of Ellesmere Island, Canada. Canadian Journal of Earth Sciences 38(7):1107-1116. |                                 |
| Strathcona minor              | Dawson, 2001                                                                            | Dawson, M.R. 2001. Early Eocene rodents (Mammalia) from the Eureka Sound Group of Ellesmere Island, Canada. Canadian Journal of Earth Sciences 38(7):1107-1116. |                                 |
| Suleimania ruemkae            | Van den Hoek Ostende, 2001                                                              | Van den Hoek Ostende, L.W. 2001. Insectivore faunas from the Lower Miocene of Anatolia - Part 5: Talpidae. Scripta Geologica, 122: 1-45. PDF |                                 |
| Szalinia gracilis             | de Muizon & Cifelli, 2001                                                               | Muizon, C. de & Cifelli, R.L. 2001. A new basal "didelphoid" (Marsupialia, Mammalia) from the early Paleocene of Tiupampa (Bolivia). Journal of Vertebrate Paleontology 21(1):87-97, March 2001. |                                 |
| Tatalsminthus khandae         | Daxner-Höck, 2001                                                                       | Daxner-Höck, G. 2001. New zapodids (Rodentia) from Oligocene-Miocene deposits in Mongolia. Part 1. Senckenbergiana Lethaea 81 (2): 359-389. |                                 |
| Theratiskos mechteldae        | Van den Hoek Ostende, 2001                                                              | Van den Hoek Ostende, L.W. 2001. Insectivore faunas from the Lower Miocene of Anatolia - Part 5: Talpidae. Scripta Geologica, 122: 1-45. PDF |                                 |
| Theratiskos rutgeri           | Van den Hoek Ostende, 2001                                                              | Van den Hoek Ostende, L.W. 2001. Insectivore faunas from the Lower Miocene of Anatolia - Part 5: Talpidae. Scripta Geologica, 122: 1-45. PDF |                                 |
| Thoatheriopsis mendocensis    | Soria, 2001                                                                             | |                                 |
| Tribactonodon bonfieldi       | Sigogneau-Russell, Hooker & Ensom, 2001                                                 | Sigogneau-Russell, D. Hooker, J.J. & Ensom, P.C. 2001. The oldest tribosphenic mammal from Laurasia (Purbeck Limestone Group, Berriasian, Cretaceous, UK) and its bearing on the 'dual origin' of Tribosphenida. Comptes rendus de l'Académie des sci, IIa, Sci de la Terre et des planètes 333 (2): 141-147. |                                 |

## Fossiele ondersoorten
| Naam                          | Auteur                             | Referentie | Commentaar |
| ----------------------------- | ---------------------------------- | ---------- | ---------- |
| Ochotona pusilla occidentalis | Chaline, Erbajeva & Montuire, 2001 |            |            |

## Levende hogere taxa
| Naam          | Auteur                                 | Referentie | Commentaar                                |
| ------------- | -------------------------------------- | --- | ----------------------------------------- |
| Arvicanthini  | Ducroz, Volobouev & Granjon, 2001      | Ducroz, J.F., Volobouev, V. & Granjon, L. 2001. An Assessment of the Systematics of Arvicanthine Rodents Using Mitochondrial DNA Sequences: Evolutionary and Biogeographical Implications. Journal of Mammalian Evolution 8(3):173-206. | Nomen nudum; een synoniem van de Murinae. |
| Boreosphenida | Luo, Cifelli & Kielan-Jaworowska, 2001 | Luo, Z.-X., Cifelli, R.L. & Kielan-Jaworowska, Z. 2001. Dual origins of tribosphenic mammals. Nature 409:53-57. |                                           |
| Neoceti       | Fordyce & de Muizon, 2001              | Fordyce, R.C. & de Muizon, C. 2001. Evolutionary history of the cetaceans: a review. Secondary Adaptations of Tetrapods to Life in the Water 169-233.                                                                                   |                                           |
| Platanistida  | Fordyce & de Muizon, 2001              | Fordyce, R.C. & de Muizon, C. 2001. Evolutionary history of the cetaceans: a review. Secondary Adaptations of Tetrapods to Life in the Water 169-233.                                                                                   |                                           |

## Levende geslachten
| Naam        | Auteur                       | Referentie | Commentaar |
| ----------- | ---------------------------- | --- | ---------- |
| Hyladelphys | Voss & Lunde & Simmons, 2001 | Voss, R.S., Lunde, D.P. & Simmons, N.B. 2001. Mammals of Paracou, French Guiana: a Neotropical lowland rainforest fauna. Part 2. Nonvolant species. Bulletin of the American Museum of Natural History 263:1-236. |            |

## Levende soorten
| Naam                     | Auteur                                       | Referentie | Commentaar |
| ------------------------ | -------------------------------------------- | --- | ---------- |
| Aepeomys reigi           | Ochoa, G., Aguilera, Pacheco & Soriano, 2001 | Ochoa G., J., Aguilera, M., Pacheco, V. & Soriano, P.J. 2001. A new species of Aepeomys Thomas, 1898 (Rodentia: Muridae) from the Andes of Venezuela. Mammalian Biology 66:228–237. |            |
| Bradypus pygmaeus        | Anderson & Handley, 2001                     | Anderson, R.P. & Handley, C.O., Jr. 2001. A new species of three-toed sloth (Mammalia: Xenarthra) from Panamá, with a review of the genus Bradypus. Proceedings of the Biological Society of Washington 114:1-33. |            |
| Carollia colombiana      | Cuartas & Muñoz & Míriam González, 2001      | Cuartas, C.A., Muñoz, J. & González, M. 2001. Una nueva especie de Carollia Gray, 1838 (Chiroptera: Phyllostomidae) de Colombia. Actualidades Biológicas 23(75):63-73. |            |
| Ctenomys lami            | De Freitas, 2001                             | Freitas, T.R.O. 2001. Tuco-tucos (Rodentia, Octodontidae) in Southern Brazil: Ctenomys lami spec. nov. Separated from C. minutus Nehring 1887. Studies on Neotropical Fauna and Environment, 36(1):1-8, April 2001. |            |
| Eliurus antsingy         | Carleton, Goodman & Rakotondravony, 2001     | Carleton, M.D, Goodman, S.M. & Rakotondravony, D. 2001. A new species of tufted-tailed rat, genus Eliurus (Muridae: Nesomyinae), from western Madagascar, with notes on the distribution of E. myoxinus. Proceedings of the Biological Society of Washington 14:972-987.                                                            |            |
| Glauconycteris curryae   | Eger & Schlitter, 2001                       | Eger, J.L. & Schlitter, D.A. 2001. A new species of Glauconycteris from West Africa (Chiroptera: Vespertilionidae). Acta Chiropterologica 3(1):1-10. |            |
| Myotis alcathoe          | Von Helversen & Heller, 2001                 | Von Helversen, O. & Heller, K.G. in Von Helversen, O., Heller, K.G., Mayer, F., Nemeth, A., Volleth, M. & Gombkötö, B. 2001. Cryptic mammalian species: a new species of whiskered bat (Myotis alcathoe n. sp.) in Europe. Naturwissenschaften 88(5):217-223.                                                                       |            |
| Myotis annamiticus       | Kruskop & Tsytsulina, 2001                   | Kruskop, S.V. & Tsytsulina, K.A. 2001. A new big-footed mouse-eared bat Myotis annamiticus sp. nov. (Vespertilionidae, Chiroptera) from Vietnam. Mammalia 65(1):63-72. |            |
| Neacomys dubosti         | Voss & Lunde & Simmons, 2001                 | Voss, R.S., Lunde, D.P. & Simmons, N.B. 2001. Mammals of Paracou, French Guiana: a Neotropical lowland rainforest fauna. Part 2. Nonvolant species. Bulletin of the American Museum of Natural History 263:1-236, 18 June 2001. |            |
| Neacomys paracou         | Voss & Lunde & Simmons, 2001                 | Voss, R.S., Lunde, D.P. & Simmons, N.B. 2001. Mammals of Paracou, French Guiana: a Neotropical lowland rainforest fauna. Part 2. Nonvolant species. Bulletin of the American Museum of Natural History 263:1-236, 18 June 2001. |            |
| Oryzomys curasoae        | McFarlane & Debrot, 2001                     | D.A. McFarlane & A.O. Debrot 2001. A New Species of Extinct Oryzomyine Rodent from the Quaternary of Curacoa, Netherlands Antilles. Caribbean Journal of Science, Vol. 37, No. 3-4, 182-184, 2001. |            |
| Paranyctimene tenax      | Bergmans, 2001                               | Bergmans, W. 2001. Notes on distribution and taxonomy of Australasian bats. I. Pteropodinae and Nyctimeninae (Mammalia, Megachiroptera, Pteropodidae). Beaufortia 51:119-152. |            |
| Saccopteryx antioquensis | Muñoz & Cuartas, 2001                        | Actual. Biol. 23:53 |            |
| Spalax carmeli           | Nevo, Ivanitskaya & Bailes, 2001             | Nevo, E., Ivanitskaya, E. & Beiles, A. 2001. Adaptive radiation of blind subterranean mole rats: naming and revisiting the four sibling species of the Spalax ehrenbergi superspecies in Israel: Spalax galili (2n=52), S. golani (2n=54), S. carmeli (2n=58) and S. judaei (2n=60). Leyden, The Netherlands: Bachkhuys Publishers. |            |
| Spalax galili            | Nevo, Ivanitskaya & Bailes, 2001             | Nevo, E., Ivanitskaya, E. & Beiles, A. 2001. Adaptive radiation of blind subterranean mole rats: naming and revisiting the four sibling species of the Spalax ehrenbergi superspecies in Israel: Spalax galili (2n=52), S. golani (2n=54), S. carmeli (2n=58) and S. judaei (2n=60). Leyden, The Netherlands: Bachkhuys Publishers. |            |
| Spalax golani            | Nevo, Ivanitskaya & Bailes, 2001             | Nevo, E., Ivanitskaya, E. & Beiles, A. 2001. Adaptive radiation of blind subterranean mole rats: naming and revisiting the four sibling species of the Spalax ehrenbergi superspecies in Israel: Spalax galili (2n=52), S. golani (2n=54), S. carmeli (2n=58) and S. judaei (2n=60). Leyden, The Netherlands: Bachkhuys Publishers. |            |
| Spalax judaei            | Nevo, Ivanitskaya & Bailes, 2001             | Nevo, E., Ivanitskaya, E. & Beiles, A. 2001. Adaptive radiation of blind subterranean mole rats: naming and revisiting the four sibling species of the Spalax ehrenbergi superspecies in Israel: Spalax galili (2n=52), S. golani (2n=54), S. carmeli (2n=58) and S. judaei (2n=60). Leyden, The Netherlands: Bachkhuys Publishers. |            |
| Sphiggurus ichillus      | Voss & da Silva, 2001                        | Voss, R.S. & da Silva, M.N.F. 2001. Revisionary Notes on Neotropical Porcupines (Rodentia: Erethizontidae). 2. A Review of the Coendou vestitus Group with Descriptions of Two New Species from Amazonia. American Museum Novitates 3351:1-36, 31 October 2001.                                                                     |            |
| Sphiggurus roosmalenorum | Voss & da Silva, 2001                        | Voss, R.S. & da Silva, M.N.F. 2001. Revisionary Notes on Neotropical Porcupines (Rodentia: Erethizontidae). 2. A Review of the Coendou vestitus Group with Descriptions of Two New Species from Amazonia. American Museum Novitates 3351:1-36, 31 October 2001.                                                                     |            |
| Sturnira mistratensis    | Contreras-Vega & Cadena, 2001                | Contreras-Vega, M. & Cadena, A. 2001. Una nueva especie del género Sturnira (Chiroptera: Phyllostomidae) de los Andes Colombianos. Revista de la Academa Colombiana de Ciencias Exactas, Físicas y Naturales 26:285-287. |            |
| Sylvilagus varynaensis   | Durant & Guevara, 2001                       | Durant, P. & Guevara, M.A. 2001. A new rabbit species (Sylvilagus, Mammalia: Leporidae) from the lowlands of Venezuela. Revista Biologica Tropica 49(1):369-381, March 2001. |            |

## Levende ondersoorten
| Naam                         | Auteur                         | Referentie | Commentaar |
| ---------------------------- | ------------------------------ | --- | ---------- |
| Molossus currentium robustus | Lopez-Gonzalez & Presley, 2001 | López-González, C. & Presley, S.J. Taxonomic status of Molossus bondae J.A. Allen, 1904 (Chiroptera: Molossidae), with description of a new subspecies. Journal of Mammalogy 82(3):760-774, 2001.                                               |            |
| Myotis frater eniseensis     | Tsytsulina & Strelkov, 2001    | Tsytsulina, K. & Strelkov, P.P. 2001. Taxonomy of the Myotis frater species group (Vespertilionidae, Chiroptera). Bonner zoologische Beiträge 50:15-26.                                                                                         |            |
| Neoromicia nana meesteri     | Kock, 2001                     | Kock, D. 2001. Pipistrellus africanus meesteri, nom. nov. for Pipistrellus nanus australis Roberts, 1913 (Mammalia: Chiroptera: Vespertilionidae). Acta Chiropterologica 3(1):129-130.                                                          |            |
| Nyctimene keasti babari      | Bergmans, 2001                 | Bergmans, W. 2001. Notes on distribution and taxonomy of Australasian bats. I. Pteropodinae and Nyctimeninae (Mammalia, Megachiroptera, Pteropodidae). Beaufortia 51:119-152.                                                                   |            |
| Paranyctimene tenax marculus | Bergmans, 2001                 | Bergmans, W. 2001. Notes on distribution and taxonomy of Australasian bats. I. Pteropodinae and Nyctimeninae (Mammalia, Megachiroptera, Pteropodidae). Beaufortia 51:119-152.                                                                   |            |
| Paranyctimene tenax tenax    | Bergmans, 2001                 | Bergmans, W. 2001. Notes on distribution and taxonomy of Australasian bats. I. Pteropodinae and Nyctimeninae (Mammalia, Megachiroptera, Pteropodidae). Beaufortia 51:119-152.                                                                   |            |
| Solenodon paradoxus woodi    | Ottenwalder, 2001              | Ottenwalder, J.A. 2001. Systematics and biogeography of the West Indian genus Solenodon. Pp. 253-259 in Woods, C.A. & Sergile, F.E. (eds.). Biogeography of the West Indies: Patterns and perspectives. Boca Raton, Florida: CRC Press, 582 pp. |            |